# Tänassilma (Fluss)
Der Fluss Tänassilma (estnisch Tänassilma jõgi) ist ein 40 km langer Fluss im estnischen Kreis Viljandi.
Der Tänassilma jõgi entspringt nahe dem östlichen Ufer des Sees Viljandi. Er mündet beim Dorf Oiu (Gemeinde Kolga-Jaani) in Estlands zweitgrößten See, den Võrtsjärv.
Sein wichtigster Nebenfluss ist der Fluss Ärma.
Das Einzugsgebiet des Tänassilma-Flusses umfasst etwa 450 km².